# Marat Khousnoutdinov
Marat Azamatovitch Khousnoutdinov - en russe : Марат Азаматович Хуснутдинов et en anglais : Marat Khusnutdinov - (né le 17 juillet 2002 à Moscou en Russie) est un joueur professionnel russe de hockey sur glace. Il évolue au poste d'attaquant.

## Biographie

### Carrière en club
Formé au Belye Medvedi Moscou, il rejoint les équipes de jeunes du HK Vitiaz puis débute en junior avec le SKA-1946 dans la MHL lors de la saison 2019-2020. Il est choisi au deuxième tour, en trente-septième position par le Wild du Minnesota lors du repêchage d'entrée dans la LNH 2020. Le 23 septembre 2020, il joue son premier match dans la KHL avec le SKA Saint-Pétersbourg face au Sibir Novossibirsk. En mars 2024, alors que sa saison avec le HK Sotchi, dont il est le capitaine, est terminée, il part en Amérique du Nord. 
Le 14 mars 2024, il joue son premier match dans la Ligue nationale de hockey avec le Wild du Minnesota face aux Ducks d'Anaheim. Le 19 mars 2024, il enregistre son premier point, une assistance, face aux Ducks d'Anaheim. Le 12 avril 2024, il marque son premier but dans la LNH face aux Golden Knights de Vegas.
Le 6 mars 2025, le Wild l'échange aux Bruins de Boston en compagnie de Jakub Lauko et d'un choix de 6e ronde au repêchage de 2026. En retour, le Wild reçoit Justin Brazeau.

### Carrière internationale
Il représente la Russie au niveau international. Il prend part aux sélections jeunes.

## Statistiques

### En club
| Saison    | Équipe                | Ligue |                   | Saison régulière  | Saison régulière  | Saison régulière  | Saison régulière  | Saison régulière |   | Séries éliminatoires | Séries éliminatoires | Séries éliminatoires | Séries éliminatoires | Séries éliminatoires |
| Saison    | Équipe                | Ligue | PJ                | B                 | A                 | Pts               | Pun               | PJ               | B | A                    | Pts                  | Pun                  |                      |                      |
| 2019-2020 | SKA-1946              | MHL   | 44                | 13                | 25                | 38                | 16                | 2                | 0 | 0                    | 0                    | 2                    |                      |                      |
| 2020-2021 | SKA-1946              | MHL   | 10                | 3                 | 11                | 14                | 6                 | -                | - | -                    | -                    | -                    |                      |                      |
| 2020-2021 | SKA Saint-Pétersbourg | KHL   | 26                | 1                 | 0                 | 1                 | 6                 | -                | - | -                    | -                    | -                    |                      |                      |
| 2020-2021 | SKA-Neva              | VHL   | 4                 | 1                 | 0                 | 1                 | 2                 | -                | - | -                    | -                    | -                    |                      |                      |
| 2021-2022 | SKA-1946              | MHL   | 0                 | 0                 | 0                 | 0                 | 0                 | 4                | 1 | 0                    | 1                    | 2                    |                      |                      |
| 2021-2022 | SKA Saint-Pétersbourg | KHL   | 32                | 5                 | 7                 | 12                | 8                 | 16               | 1 | 4                    | 5                    | 6                    |                      |                      |
| 2022-2023 | SKA Saint-Pétersbourg | KHL   | 63                | 11                | 30                | 41                | 18                | 16               | 1 | 6                    | 7                    | 6                    |                      |                      |
| 2023-2024 | SKA Saint-Pétersbourg | KHL   | 6                 | 0                 | 0                 | 0                 | 0                 | -                | - | -                    | -                    | -                    |                      |                      |
| 2023-2024 | HK Sotchi             | KHL   | 49                | 6                 | 14                | 20                | 10                | -                | - | -                    | -                    | -                    |                      |                      |
| 2023-2024 | Wild du Minnesota     | LNH   | 16                | 1                 | 3                 | 4                 | 6                 | -                | - | -                    | -                    | -                    |                      |                      |
| 2024-2025 | Wild du Minnesota     | LNH   | 57                | 2                 | 5                 | 7                 | 14                | -                | - | -                    | -                    | -                    |                      |                      |
| 2024-2025 | Bruins de Boston      | LNH   | Saison en cours ? | Saison en cours ? | Saison en cours ? | Saison en cours ? | Saison en cours ? |                  |   |                      |                      |                      |                      |                      |

### En équipe nationale
| Année | Compétition                          |   | PJ | B | A | Pts | Pun | +/-               |  | Résultat |
| 2019  | Championnat du monde moins de 18 ans | 7 | 1  | 2 | 3 | 4   | +1  | Médaille d'argent |  |          |
| 2021  | Championnat du monde junior          | 7 | 2  | 3 | 5 | 2   | -3  | Quatrième place   |  |          |